# Adygese Autonome Oblast
De Adygese Autonome Oblast (Russisch: Адыгейская автономная область) was een autonome oblast in de Sovjet-Unie in de kraj Krasnodar die bestond van 1922 tot 1991.
De Adygese Autonome Oblast ontstond op 27 juli 1922 in de Russische Socialistische Federatieve Sovjetrepubliek uit de oblast Koeban-Zwarte Zee, die voornamelijk bewoond werd door Adygen. Krasnodar was de belangrijkste stad van de regio. Het gebied werd op 24 augustus 1922 hernoemd tot de Adygese Autonome Oblast. Op 24 oktober werd het gebied onderdeel van de kraj Noord-Kaukasus. De naam werd in juli 1928 veranderd naar de Adygese Autonome Oblast. Op 10 januari 1934 werd de autonome oblast onderdeel van de nieuwe kraj Azov-Zwarte Zee die van de kraj Noord-Kaukasus werd afgesplitst. De stad Majkop en het omliggende gebied werd aan de Adygische Autonome Oblast toegevoegd en Majkop werd in 1936 de nieuwe hoofdstad. De autonome oblast werd op 13 september 1937 onderdeel van de kraj Krasnodar die toen werd gesticht.
In 1962 werd het district Toela toegevoegd waarna de Adygische autonome oblast zijn huidige vorm kreeg. Op 3 juli 1991 kreeg de autonome oblast de status van autonome republiek in de Russische Federatie met de naam republiek Adygea.